# Rue du Champion
La rue du Champion est une rue ancienne du centre historique de la ville de Liège (Belgique) reliant la rue de la Cathédrale au quai Sur-Meuse.

## Odonymie
Comme de nombreuses autres voiries du centre historique de Liège, la rue doit son nom à une enseigne de brasserie.

## Histoire
Cette étroite rue est caractéristique des anciennes rues du centre historique de Liège dont la largeur permettait le passage d'une charrette. Au XVIIIe siècle, la rue comptait de nombreuses couturières et dentellières. Entre le XXe siècle et 2009, cette rue, ainsi que la rue de l'Agneau située à proximité, était dévolue à la prostitution. Depuis la fermeture des salons, la rue est principalement constituée de rez-de-chaussée borgnes en attente de réhabilitation.

## Description
Cette rue plate rectiligne et pavée mesure approximativement 90 mètres. Elle est très étroite, ne mesurant guère plus de 3 mètres de largeur à certains endroits.

## Voies adjacentes
- Rue de la Cathédrale
- Ruelle de la Licorne
- Quai Sur-Meuse